# Adam Burgess
Adam Burgess (Stoke-on-Trent, 17 de julho de 1992) é um canoísta britânico.

## Carreira
Ele ganhou cinco medalhas no Campeonato Mundial de Canoagem Slalom da ICF, com duas pratas (equipe C1: 2017, 2023) e três bronzes (equipe C1: 2018, equipe C2: 2013, 2015). Ele também ganhou cinco medalhas no Campeonato Europeu (1 ouro, 1 prata e 3 bronzes), incluindo um bronze no evento de equipe C1 nos Jogos Europeus de 2023 em Cracóvia. Ele é o campeão mundial sub-23 de 2015 em C1. Seu parceiro no barco C2 de 2010 a 2015 foi Greg Pitt.
Ele representou a Grã-Bretanha nas Olimpíadas de Verão de 2020 no evento C1, terminando em 4º lugar, a apenas 0,16 segundos do bronze. Representando a Grã-Bretanha nas Olimpíadas de Paris de 2024 no evento C1, ele terminou em segundo e ganhou a medalha de prata.